# Focjusz (Topiro)
Focjusz, imię świeckie Boris Aleksandrowicz Topiro (ur. 4 stycznia?/16 stycznia 1884 na stacji Piśmiennaja, zm. 20 sierpnia 1952) – rosyjski biskup prawosławny.

## Życiorys
Wykształcenie średnie zdobył w gimnazjum, w 1908 ukończył ze stopniem kandydata nauk teologicznych wyższe studia w Petersburskiej Akademii Duchownej. Pracował następnie jako nauczyciel w szkole średniej, po czym został docentem w Instytucie Pedagogicznym uniwersytetu w Pietrozawodsku.
W 1926, w ramach Żywej Cerkwi, złożył wieczyste śluby mnisze, a następnie święcenia diakońskie i kapłańskie. W lutym 1927 odnowicielski metropolita Pimen wyświęcił go na biskupa tulczyńskiego. Od 1928 do 1931 był biskupem ługańskim. W 1931 przeszedł w stan spoczynku, po czym wystąpił z Żywej Cerkwi i wstąpił do grigoriewców, gdzie po raz drugi przyjął chirotonię biskupią, obejmując, w randze arcybiskupa, zarząd eparchii nowoczerkaskiej. W czerwcu 1943 poprzez złożenie aktu pokutnego wrócił do Rosyjskiego Kościoła Prawosławnego, zachowując jedynie śluby mnisze. W tym samym roku został ponownie wyświęcony na kapłana, po czym podniesiony do godności archimandryty.
12 lipca 1943 przyjął kanonicznie chirotonię na biskupa kubańskiego i krasnodarskiego. Po roku przeniesiony na katedrę chersońską i nikołajewską, zaś w 1945 – do eparchii orłowskiej i briańskiej. W lutym 1946, za dotychczasową pracę na rzecz Cerkwi oraz za zaangażowanie patriotyczne w II wojnie światowej, otrzymał godność arcybiskupa. W tym samym roku wyjechał do Paryża, gdzie miał wspierać metropolitę Eulogiusza w zarządzaniu Zachodnioeuropejskim Egzarchatem Rosyjskiego Kościoła Prawosławnego; zachował urząd arcybiskupa orłowskiego.
W 1947 został arcybiskupem odeskim; po roku odszedł w stan spoczynku. W listopadzie 1948 decyzja ta została cofnięta i arcybiskup Focjusz objął zarząd eparchii wileńskiej i litewskiej, który w latach 1950-1951 łączył z godnością egzarchy zachodnioeuropejskiego. W grudniu 1951 mianowany arcybiskupem lwowskim i tarnopolskim, sprawował urząd do śmierci w roku następnym.